# Matthias Oehlmann
Matthias Oehlmann (* 1973/1974 in Rendsburg) ist ein deutscher Basketballschiedsrichter.

## Leben
Oehlmann erlangte 1989 seine erste Lizenz als Basketballschiedsrichter, 2000 schloss er die Prüfungen zum A-Schiedsrichterschein ab. Im Oktober desselben Jahres leitete er erstmals ein Zweitligaspiel. In seinem Verein MTSV Hohenwestedt war er teils gleichzeitig zu seinen Aufgaben als Unparteiischer auch als Spieler und Trainer tätig. Ab 2007 wurde er als Schiedsrichter in der Basketball-Bundesliga eingesetzt, er stand vier Jahre im Bundesliga-Aufgebot. 2017, 2018, 2019 und 2023 leitete er Spiele um die Meisterschaft in der 2. Bundesliga ProA. Der beruflich als Verkaufsleiter tätige Oehlmann kam im Mai 2024 zu seinem 600. Einsatz in einer Bundesliga-Spielklasse und schied aus diesem Einsatzbereich aus.
Auf internationaler Ebene pfiff Oehlmann im Jahr 2008 unter anderem ein U18-Länderspiel zwischen Deutschland und der Türkei, Begegnungen bei Welt- und Europameisterschaften in den Altersklassen Ü35 und Ü45 sowie Spiele bei der Hochschuleuropameisterschaft im Jahr 2016.
In die Vorstandsarbeit des Basketball Regionalliga Nord e.V. brachte sich Oehlmann als Schiedsrichterwart ein, im Basketball-Verband Schleswig-Holstein leitete er bis 2015 das Schiedsrichterwesen.